# Bistum Fajardo-Humacao
Das Bistum Fajardo-Humacao (lat.: Dioecesis Faiardensis-Humacaensis) ist eine in Puerto Rico gelegene römisch-katholische Diözese mit Sitz in Fajardo.

## Geschichte
Papst Benedikt XVI. gründete am 11. März 2008 das Bistum aus Gebietsabtretungen des Bistums Caguas und Erzbistums San Juan de Puerto Rico und unterstellte es letzteren als Suffraganbistum. Erster Bischof war seit der Errichtung bis zum 2. Februar 2017 Eusebio Ramos Morales.